# Svaen
Der Svaen ist ein 758 moh. hoher Berg in der Gemeinde Løten in der norwegischen Provinz Innlandet.

## Beschreibung
Der Svaen befindet sich in der Gemarkung Løten, etwa 20 km nordwestlich von Elverum. Der Berg gehört zum „Klekkefjellet naturreservat“. Typisch für das Naturreservat sind der Barskog (Nadelwald) und die Moorgebiete.
Am Südostabhang des Svaen befindet sich das Wintersportgebiet „Budor“. In der Alpinanlage gibt es in etwa 600 m Höhe Skilifte („Budor skitrekk“), ein Hotel und einen Campingplatz. Die längste Skipiste ist rund 900 m lang.
Das Wintersportgebiet „Budor“ ist über den „Fylkesvei 153/Budorvegen“ an das norwegische Straßennetz angeschlossen.